# Roca Rodona (Riells del Fai)
La Roca Rodona és una roca singular del terme municipal de Bigues i Riells, al Vallès Oriental, en terres del poble de Riells del Fai.
És a prop del límit occidental del terme, quasi al límit amb Sant Feliu de Codines, a la part meridional de la Vall de Sant Miquel. És a la dreta del Tenes, al sud-oest de la Pineda i al nord-oest del Molí de la Pineda, als peus del sector meridional dels Cingles del Perer.
Queda al nord de la Roca del Migdia, i encara més al nord de la de Bellotar i de la Roca Alta. Al seu sud-est hi ha el Camp del Corb.